# Quận Miami, Kansas

Quận Miami là một quận thuộc tiểu bang Kansas, Hoa Kỳ. Theo điều tra dân số năm 2000 của Cục điều tra dân số Hoa Kỳ, quận có dân số người.

## Thông tin nhân khẩu
Dân số quận Miami ước tính là 30.969 người tại thời điểm năm 2009.
Theo điều tra dân số Mỹ vào năm 2000, quận này đã có dân số 28.351 người, 10.365 hộ, và 7.794 gia đình sống trong quận. Mật độ dân số là 49 người cho mỗi dặm vuông (19/km ²). Có 10.984 đơn vị nhà ở với mật độ trung bình là 19 cho mỗi dặm vuông (7/km ²). Cơ cấu dân tộc của dân cư quận gồm 95,96% người da trắng, 1,54% da đen hay Mỹ gốc Phi, 0,52% người Mỹ bản xứ, 0,17% người châu Á, 0,01% người đảo Thái Bình Dương, 0,44% từ các chủng tộc khác, và 1,36% từ hai hoặc nhiều chủng tộc. Hispanic hay Latino thuộc chủng tộc nào được 1,59% dân số.

Quận được 10.365 hộ, trong đó 37,00% có trẻ em dưới 18 tuổi sống chung với họ, 63,50% là các cặp vợ chồng sống với nhau, 8,00% có chủ hộ là nữ không có mặt chồng, và 24,80% là không lập gia đình. 21,00% của tất cả các hộ gia đình đã được tạo thành từ các cá nhân và 8,80% có người sống một mình 65 tuổi trở lên đã được người. Bình quân mỗi hộ là 2,66 và cỡ gia đình trung bình là 3,09.
Trong quận này độ tuổi dân cư như sau: 27,90% ở độ tuổi dưới 18, 7,30% 18-24, 29,70% 25-44, 23,10% 45-64, và 11,90% 65 tuổi trở lên. Tuổi trung bình là 37 năm. Cứ mỗi 100 nữ có 97,80 nam giới. Cứ mỗi 100 nữ 18 tuổi trở lên, đã có 96,00 nam giới.
Thu nhập trung bình cho một hộ gia đình trong quận đã được 46.665 đô la Mỹ, và thu nhập trung bình cho một gia đình là 55.830 USD. Nam giới có thu nhập trung bình 37.441 đô la Mỹ so với 27.271 đô la Mỹ cho phái nữ. Thu nhập trên đầu cho các quận được 21.408 đô la Mỹ. Giới 3,60% gia đình và 5,50% dân số sống dưới mức nghèo khổ, trong đó có 5,40% của những người dưới 18 tuổi và 8,40% có độ tuổi từ 65 trở lên. 